# Elliot Perry
Elliot Lamonte Perry (ur. 28 marca 1969 w Memphis) – amerykański koszykarz, występujący na pozycji rozgrywającego.
W 1987 wystąpił w meczu gwiazd amerykańskich szkół średnich McDonald’s All-American.
W sezonie 1994/1995 zajął drugie miejsce w głosowaniu na największy postęp sezonu NBA.
Pracował jako radiowy komentator sportowy.

## Osiągnięcia
Stan na 28 marca 2022, na podstawie, o ile nie zaznaczono inaczej.

### NCAA
- Uczestnik rozgrywek turnieju NCAA (1988, 1989)
- Zaliczony do I składu All-Metro (1989, 1991)
- Drużyna Memphis Tigers zastrzegła należący do niego numer 34
- Lider konferencji Metro:
  - wszech czasów w:
    - liczbie przechwytów (304)
    - średniej przechwytów (2,4)

  - w średniej:
    - punktów (1991 – 20,8)
    - przechwytów (1988 – 2,2, 1989 – 2,1, 1990 – 2,7, 1991 – 2,7)

  - w liczbie:
    - asyst (1991 – 148)
    - przechwytów (1988 – 71, 1989 – 66, 1990 – 82, 1991 – 85)
    - celnych (235) i oddanych (507) rzutów z gry (1991)
    - celnych (192) i oddanych (234) rzutów wolnych (1991)

### NBA
- Zawodnik tygodnia NBA (20.11.1994)

### Reprezentacja
- Wicemistrz Ameryki (1989)